# حضن البيض

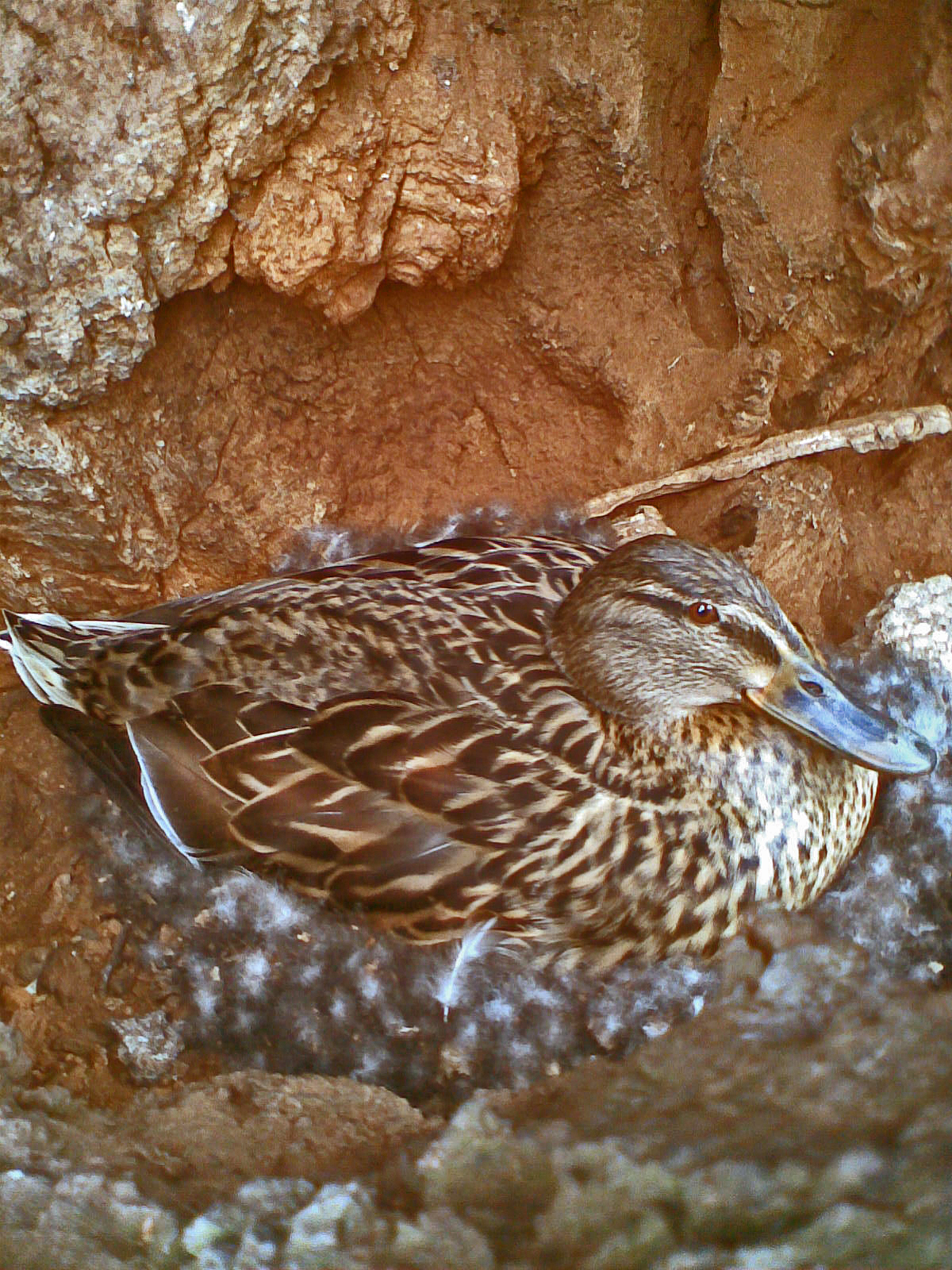
بطة روين تحضن بيضها في شجرة أوك، على ارتفاع 15 متراً من الأرض بإنكلترا.

حضن البيض هو عملية ضرورية لتفقيس بيض بعض الحيوانات، يقوم خلالها أحد الأبوين بالجلوس فوق البيض خلال مراحل تطور الجنين وحتى التفقيس. أهمُّ ما في هذه العملية هو الحفاظ على حرارة البيوض، التي لا بد منها لنموّ الجنين ثم تفقيسه. حضن البيض سلوك شائع عند الكثير من أنواع الطيور والزواحف، وأغلب الدواجن خصوصاً. لكن أحياناً في المزارع لا يُسمَح لها بحضن بيضها من أجل استخدامه في عملية الاستيلاد الانتقائيّ، وذلك بغرض زيادة إنتاج البيض.

## الطيور

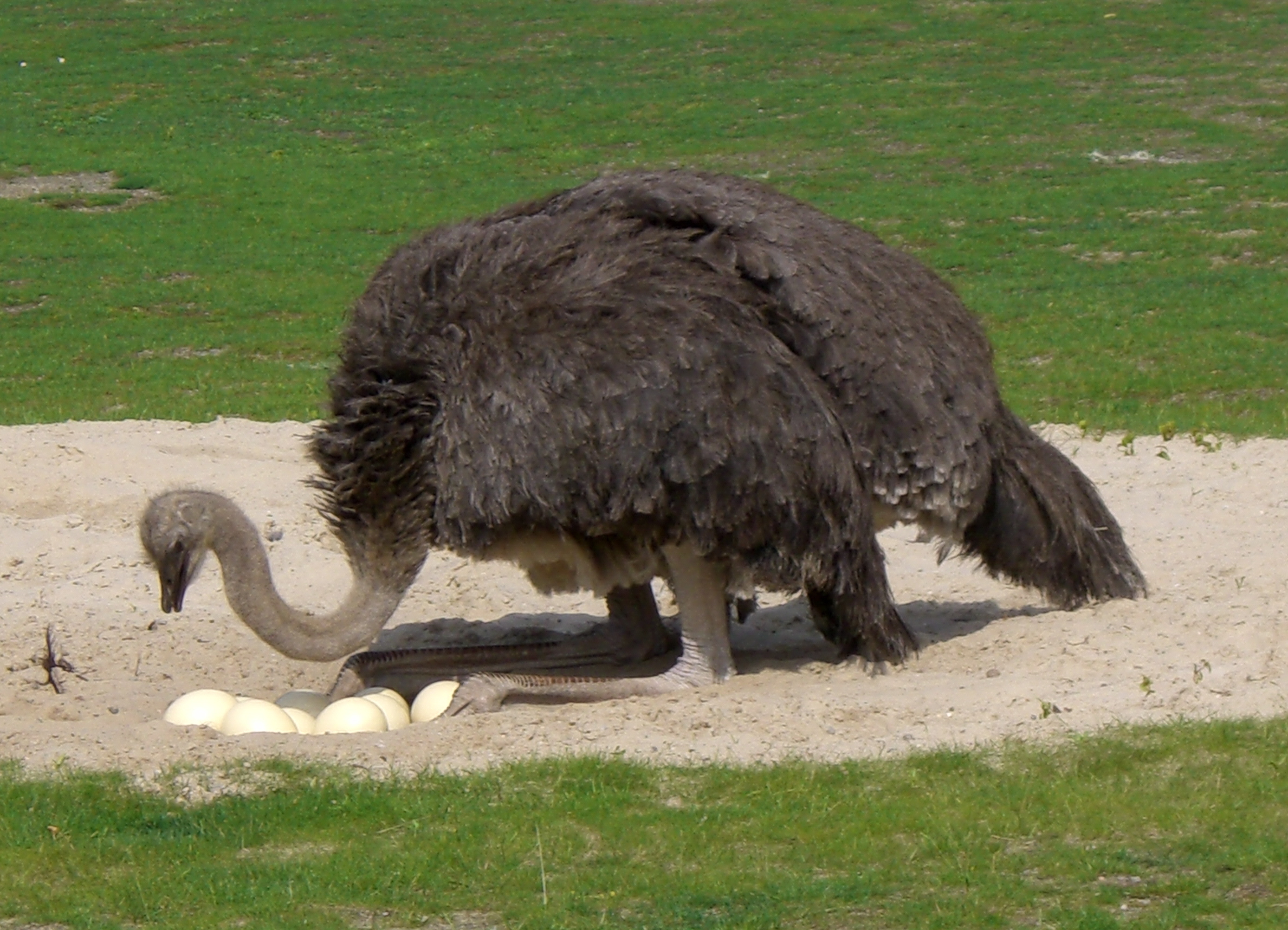
نعامة تضع بيضها في حفرة استعداداً لبدء فترة الحضانة.

أكبر تنوّع في أساليب حضن البيوض يوجد عند الطيور. ففي الكائنات من ذوات الدم الحار - كالطيور في مجملها - تمنح حرارة جسد الوالدين الحاضنين البيض الدفئ، على الرغم من أن بعض مجموعات الطيور- مثل دواجن الحشائش - تعتمد بدلاً من ذلك على الحرارة الناتجة عن تعفُّن الأعشاب، صانعة كومة كبيرة من السماد، فيما يعتمد زقزاق السرطان جزئياً على حرارة الشمس من أجل هذا الغرض. وعلى العكس من ذلك، يحتاج طائر قطا ناماكوا - الذي يقطن صحاري أفريقيا - إلى تبريد بيوضه خلال النهار، فيقف فوقها ويبسط جناحيه لتظليلها، كما أن الرطوبة تكون خطيرة على البيض أيضاً، فيما لو كان الهواء جافاً زيادة عن اللزوم فسيكون البيض أيضاً في خطر لأنه سيفقد الكثير من الماء، مما يُمكن أن يجعل التفقيس صعباً أو حتى مستحيلاً. عادة ما تصبح البيوض أخفَّ وزناً بعد انقضاء فترة الحضانة، فيما ستصبح المساحة الفارغة داخل البيضة أكبر، وذلك بسبب تبخُّر الماء داخلها.

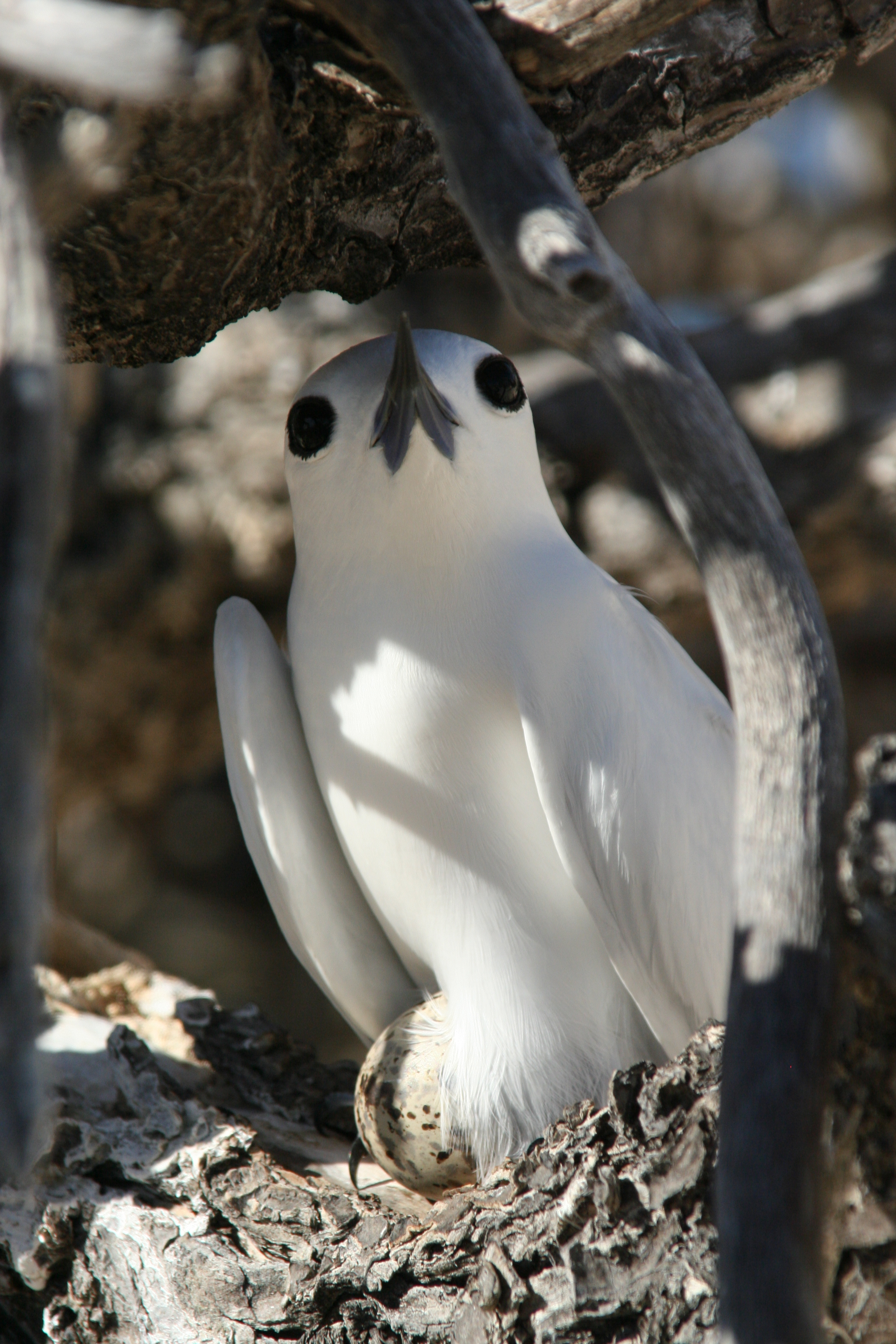
خرشنة بيضاء تحضن بيضة على جذع شجرة.

تتراوح فترة الحضن الإجمالية منذ بدء الحضانة المتواصلة وحتى تفقيس البيض أخيراً من 11 يوماً (عند بعض العصافير الصغيرة) وحتى ما يصل إلى 85 يوماً (عند القطرس التائه والكيوي البني)، غير أن الحضانة ليست متواصلة عند هذين الطيرين الأخيرين، فأطول فترة حضانة متواصلة بين الطيور هي حضانة البطريق الإمبراطوري التي تستمرُّ مدة 64 إلى 67 يوماً. بشكل عام الحالة الغالبة هي أن الطيور الصغيرة تفقس بسرعة، إلا أن هناك استثناءات، فيما تكون حضانات الطيور التي تضع بيضها أماكن مغلقة (كتجويف في شجرة مثلاً) طويلة. حضن البيض عملية تستهلك الطاقة بشدة، فالقطرس البالغ - على سبيل المثال - يفقد 83 غراماً من وزن جسمه خلالها. تؤثر درجة الحرارة التي تتعرَّض لها البيوض على طول فترة الحضانة. تحدث عملية الحضن خارج جسد الطائر بالطبع، لكن ربَّما تكون هناك بعض الحالات الاستثنائية النادرة، ففي إحدى الحالات المسجَّلة حدثت عملية الحضن بأكملها داخل جسم دجاجة، ثم فقس الفرخ داخلها وولد دون أي قشرة، غير أن ذلك أصاب الأمَّ بجراح داخلية أدَّت إلى وفاتها.

### فترات الحضانة
| الطائر         | فترة الحضانة (بالأيام) |
| -------------- | ---------------------- |
| الدجاج         | 23–22                  |
| البط           | 27–28                  |
| النسور         | 35-36                  |
| العصفور الدوري | 11–14                  |
| الإوز          | 25–28                  |
| النعام         | 35-45                  |
| الببغاوات      | 17–31                  |
| التدرج         | 24                     |
| الحمام         | 10–18                  |
| السمان         | 16-21                  |
| الإوز العراقي  | 33–36                  |
| الدجاج الرومي  | 28                     |

## الثدييات

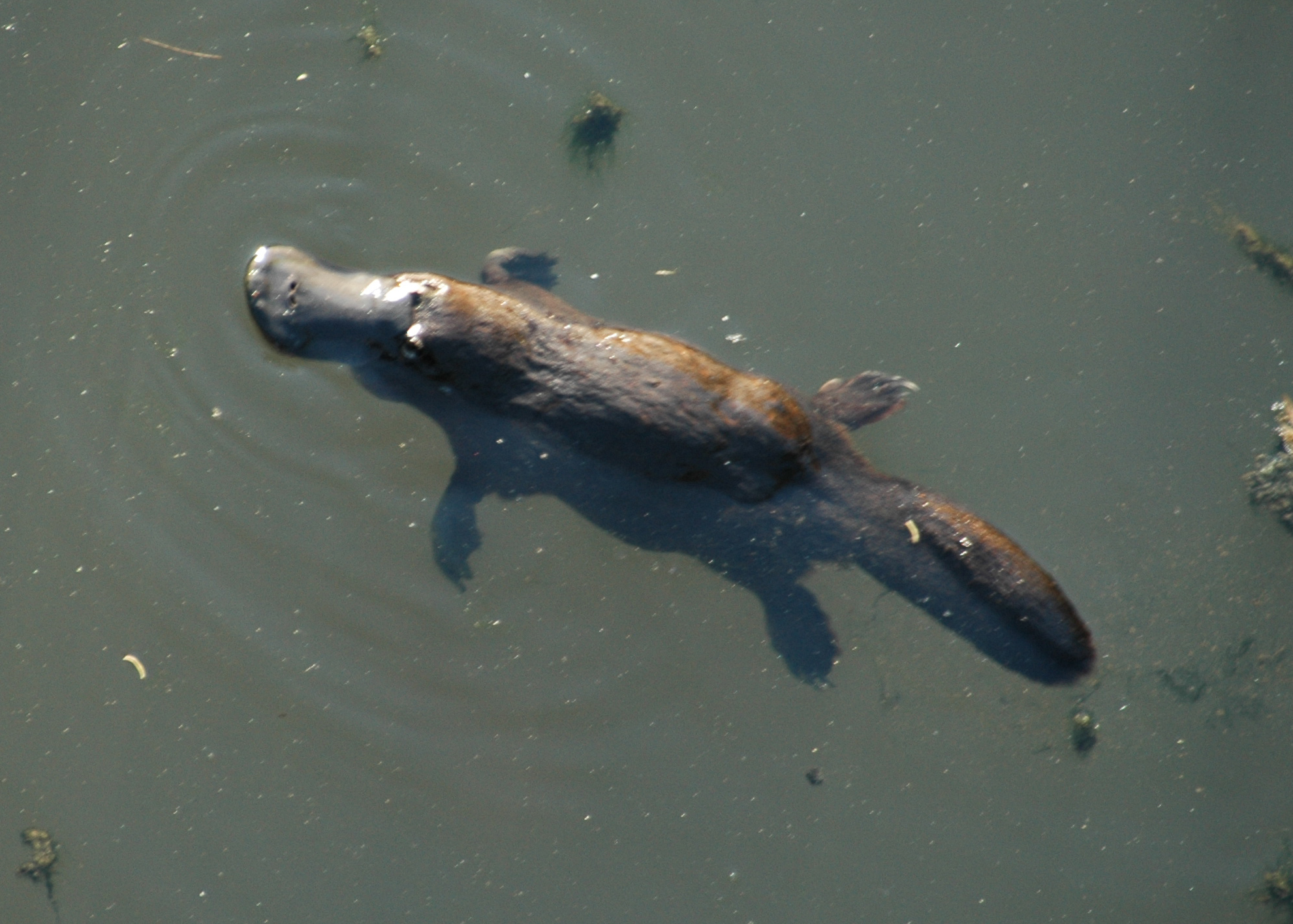
خلد الماء، واحد من نوعين ثديَّين وحيدين يضعان البيض ويحضنانه.

لا تضع البيض سوى أنواع قليلة جداً من الثدييات، هي أنواع رتبة وحيدات المسلك. ربما يكون أشهر مثال على الثدييات واضعة البيض حيوان خلد الماء، الذي نمو بيوضه في الرحم لمدة 28 يوماً، ولا تُحضَن خارجياً إلا لعشرة أيام (فيما تحضن بيوض الدجاج بالمقارنة لمدة يوم واحد داخلياً و21 يوماً خارجياً). تتحلَّق الأنثى حول بيوضها بعد وضعها، وتنقسم فترة الحضانة إلى ثلاث مراحل. الأولى هي مرحلة الجنين التي لا يملك فيها الفرخ أي أعضاء ويعتمد على كيس صفار البيض للحصول على غذائه، ثم يمتصُّ الجنين الكيس خلال المرحلة الثانية وتبدأ أصابيعه بالنموّ، وأخيراً يظهر سن البيضة في المرحلة النهائية. الحيوان الثديّ الوحيد الآخر الذي يضع البيض - غير خلد الماء - هو النضناض.